# Datorspelsåret 1999

## Händelser

### Maj
- Maj — Det meddelas att Nintendo börjat arbeta med "Project Dolphin" (senare Gamecube).[1]
- 13-15 maj - Den femte årliga E3-mässan hålls i Los Angeles i Kalifornien i USA.[2]

### Juli
- 3 juli - I delstaten New Hampshire i USA blir "gamern" Billy Mitchell först i världen att i spelet Pac-Man klara alla 255 nivåerna och nå maximala 3 333 360 poäng.

### September
- 9 september - Sega lanserar hem-TV-spelskonsolen Sega Dreamcast i Nordamerika.[3]

### Oktober
- 14 oktober - Sega lanserar hem-TV-spelskonsolen Sega Dreamcast i Europa.

## Spel släppta år1999

### Game Boy Color
- Game & Watch Gallery 3
- Mario Golf
- NHL 2000

### Nintendo 64
- Donkey Kong 64
- Super Smash Bros.
- Mario Party

### Dreamcast
- Sonic Adventure
- Soul Calibur
- Resident Evil 3: Nemesis

### Playstation
- Resident Evil 3: Nemesis
- Metal Gear Solid
- Ape Escape

### PC
- Battlezone
- Counter-Strike
- Half-Life: Opposing Force
- Quake III Arena
- NASCAR Legends
- Metal Gear Solid
- Dungeon Keeper 2
- Resident Evil 3: Nemesis
- NHL 2000
- Age of Empires 2

### Fotnoter
1. ↑  IGN Staff (4 maj 1999). ”Say Hello to Project Dolphin”. IGN. http://www.ign.com/articles/1999/05/05/say-hello-to-project-dolphin. Läst 13 oktober 2013.
2. ↑  ”Attendance and Stats” (på engelska). IGN. http://www.ign.com/wikis/e3/Attendance_and_Stats. Läst 21 maj 2015.
3. ↑  ”Dreamcast beats Playstation record”. BBC News. 24 november 1999. http://news.bbc.co.uk/2/hi/business/534957.stm. Läst 13 oktober 2013.